# Église Saint-Nicolas de Zuydcoote
L'église Saint-Nicolas est une église catholique paroissiale située à Zuydcoote, dans le Nord, en France. Reconstruit en 1960, l'édifice est la troisième église de l'histoire du village. La première avait été détruite par une tempête de sable en 1777, la seconde dynamitée par les Allemands pendant la Seconde Guerre mondiale.  

## Histoire
Une première église, déjà dédiée à saint Nicolas, est construite à son emplacement vers 1350. Elle est désaffectée en 1777, après avoir été envahie par les sables. En 1803, la flèche de la tour-clocher est détruite et la tour rehaussée de trois niveaux : le premier niveau est aveugle ; le deuxième niveau est éclairé par deux baies géminées couvertes en plein-cintre sur chaque face, les troisième et quatrième niveaux par deux baies simples couvertes en plein-cintre. Désaffectée en 1890, elle est transformée en sémaphore, qui sert notamment de poste de guet pendant la Première Guerre mondiale. Elle est adjointe d'un blockhaus vers 1940. 
Elle est enfin totalement détruite par l'armée allemande pendant la Seconde Guerre mondiale, en 1944. 
L'Église est ensuite remplacée par un baraquement en bois dans un premier temps dépourvu de cloches.
C'est l'architecte Lucien Housez qui reconstruit l'édifice entre 1958 et 1960. L'église est d'une grande simplicité en raison des limites du budget consenti par les dommages de guerre.
Le 25 novembre 2016, l'église est volontairement incendiée et son mobilier saccagé. Trois jours plus tard, un homme sans emploi, âgé de 24 ans, avoue être l'auteur des dégradations et avoir agi « contre ce que représente ce lieu de culte, contre Dieu ». Jugé irresponsable de ses actes, l'homme n'est toutefois pas poursuivi.
En 2021 l’Église est rénovée. La toiture est ainsi changée, le plafond est isolé, l’électricité et l’éclairage seront eux-mêmes rénovés. Les bannières de procession seront mis en vitrine derrière le Maitre-Autel.

## Description
L'église est un bâtiment en parpaing de béton dont la toiture repose sur des portiques en béton. La couverture est en tuile. Un volume est adossé au chevet pour former la sacristie et une salle de réunion. Le clocher est accolé à un angle de la façade. Un chemin de croix en céramique est réalisé par les ateliers monastiques de l'abbaye Saint-Paul de Wisques et les sculptures par Maurice Ringot.
Dans les années 1990, la municipalité ravale la façade de l'église et y ajoute une brique de parement, ainsi qu'un double vitrage pour protéger les vitraux.
De même en 2021, à la suite des travaux d’envergure entrepris par la municipalité, l’Église reçoit du mobilier liturgique de l’ancienne Église Saint-Michel de Roubaix pour remplacer le mobilier détruit en 2016. L’église sera donc dorénavant dotée de stalles. Une chapelle dédiée à la Vierge Marie est également aménagée.